# История Нанкина
История Нанкина — цепь важнейших событий от доисторической эпохи до нашего времени, происходивших на территории современного города субпровинциального значения Нанкин провинции Цзянсу.

## Доисторическая и ранняя историческая эпоха
В 1993 году в пещере Хулу на холмах Таншань были обнаружены большие фрагменты одного мужского и одного женского черепов. Датировка найденных ископаемых останков дала приблизительный возраст «Нанкинского человека» от 580 000 до 620 000 лет.
В VI веке до н. э. эти земли оказались в составе царства У. На северном берегу Янцзы была образована область Тан (棠邑), на южном — область Лайчжу (濑渚邑). В 541 году до н. э. Юйцзи (ван царства У) возвёл на землях современного района Гаочунь укрепление «Цзылочэн» (子罗城). Так как его стены оказались высокими и крепкими, то его стали называть «Гучэн» (固城, «крепкий город»). Укрепление Гучэн впоследствии играло важную роль в войнах между царствами У и Чу, и не раз упоминается в исторических хрониках. В 495 году до н. э. другой уский ван, Фучай, построил на территории современного района Циньхуай укрепление Ечэн (冶城).
В 472 году до н. э. царство У было завоёвано царством Юэ. В 333 году до н. э. царство Юэ было завоёвано царством Чу. Во времена Чу в этих местах была образована область Цзиньлин (金陵邑), и с той поры топоним «Цзиньлин» является одним из названий Нанкина.
В 221 году до н. э. Чу, вместе с другими китайскими государствами вошло в состав единой империи Цинь.

## Время первых централизованных империй
После объединения китайских земель в централизованную империю здесь был образован уезд Танъи (棠邑县) округа Цзюцзян (九江郡). После основания империи Хань Лю Бан в 201 году до н.э. сделал Чэнь Ина Танъи-хоу (棠邑侯), и уезд был преобразован в удельное владение. В 117 году до н.э. написание названия Танъи было изменено с 棠邑 на 堂邑. В 116 году до н.э. удел вновь стал уездом.

## Основание города
В эпоху Троецарствия эти земли входили сначала в состав царства Вэй, затем — в состав царства У. В этот период Сунь Цюань возвёл на горе Цинляншань Каменный город. В 229 году был основан город Цзянье (建业). После объединения китайских земель в империю Цзинь написание названия было в 282 году изменено с «建业» на «建邺». После того, как на трон взошёл Сыма Е, из-за практики табу на имена для избежания использования иероглифа «Е» название города было изменено с «Цзянье» на «Цзянькан» (建康).
В 280 году на землях, лежащих южнее Янцзы, был создан уезд Линьцзян (临江县, «перед рекой»). Два года спустя он был переименован в Цзяннин (江宁县).

## Цзянькан

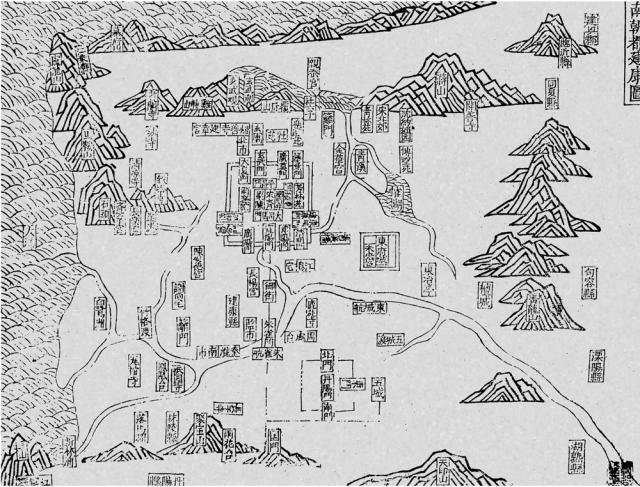
Карта Цзянькана

В 307 году в восточную часть империи был направлен императорский родственник Сыма Жуй, который сделал Цзянье/Цзянькан своей ставкой. В это время северную часть страны начали завоёвывать северные кочевые племена, которые в 316 году взяли столичный Чанъань и пленили императора. Когда в 318 году стало известно, что пленённый император казнён, Сыма Жуй провозгласил себя новым императором Цзинь, а Цзянькан стал новой столицей страны (так начался период, известный как «Восточная Цзинь»). Из-за постоянных войн на центральных равнинах на юг хлынуло много беженцев, здесь поселилось много переселенцев из провинции Хэнань, принадлежавших к семье Вэй, и в 397 году уезд Танъи был переименован в Вэйши (尉氏县, «уезд семьи Вэй»).
В последующие годы произошло немало военных переворотов, менявших правящую династию, но Цзянькан продолжал оставаться столицей империй, занимающих южнокитайские земли. В 589 году последняя из южных империй — Чэнь — была завоёвана империей Суй, а Цзянькан был сровнян с землёй.
Во времена южной империи Лян в 502 году уезд Вэйши был разделён на уезды Вэйши и Танъи.

## Суй, Тан, эпоха пяти династий и десяти царств

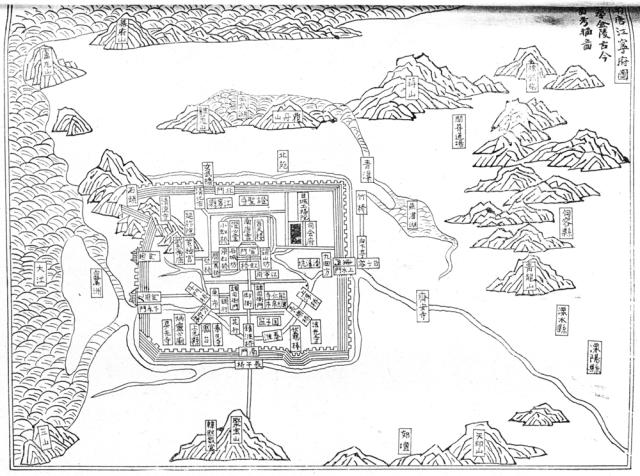
Карта Цзяннинской управы в эпоху Южной Тан

Во времена империй Суй и Тан уезды, расположенные в этих местах, административно подчинялись властям области, которая в разное время называлась то Цзянчжоу (蒋州), то Янчжоу (扬州). В конце эпохи Тан эти места стали областью Шэнчжоу (升州).
В 907 году Ян Синми создал государство У. Затем У сменила Южная Тан, столицей которой стал построенный в этих местах город Цзиньлин.

## Сун и Юань
В 967 году все китайские земли были объединены в составе империи Сун. В 1018 году император Чжао Хэн дал своему единственному сыну Чжао Чжэню титул «Шэнского князя» (升王). Таким образом, область Шэнчжоу стала его феодом, и поднялась в статусе, став Цзяннинской управой (江宁府). В 1120-х годах, когда под ударами чжурчжэней сунский императорский двор был вынужден бежать на юг, Цзяннинская управа была переименована в Цзяньканскую управу (建康府), получив статус запасной столицы страны.
После завоевания империи Сун монголами и образования империи Юань на этих землях был образован Цзяньканский регион (建康路), впоследствии переименованный в Цзицинский регион (集庆路).

## Империя Мин
В середине XIV века вспыхнуло Восстание Красных повязок. В 1356 году повстанцы под руководством Чжу Юаньчжана захватили Цзицинский регион; заменяя монгольские «регионы» на исконно китайские «управы», Чжу Юаньчжан переименовал Цзицинский регион в Интяньскую управу (应天府). Обеспечив себе главенство среди повстанческих группировок и распространив свою власть на значительную территорию, в 1368 году Чжу Юаньчжан провозгласил основание империи Мин, а место расположения властей Интяньской управы стало её столицей.
После смерти Чжу Юаньчжана между его преемниками произошла схватка за престол. Победивший в ней Чжу Ди перенёс в 1421 году столицу на север, в Бэйпин (переименованный в «Северную столицу»), а место размещения властей Интяньской управы получило статус «бывшей столицы» и название «Южная столица» (в традиционной русской передаче — «Нанкин»).

## Империя Цин
В 1644 году Пекин был взят повстанцами под командованием Ли Цзычэна. Узнав о самоубийстве императора, чиновники провозгласили его двоюродного брата Чжу Юсуна в Нанкине новым императором. Однако в это же время началось маньчжурское завоевание Китая, и в 1645 году Нанкин был взят войсками Цинской империи.
Цинскими властями была создана провинция Цзяннань (江南省), власти которой разместились в Нанкине. Провинция оказалась слишком большой для эффективного управления, и со временем её аппарат был разделён на «левый» и «правый», что привело к её разделению явочным порядком на провинции Цзянсу и Аньхой, однако формально она существовала до конца империи Цин, и «общецзяннаньские» структуры продолжали размещаться в Нанкине, как и структуры более высокого регионального уровня (типа аппарата Лянцзянского наместника). После поражения Цинской империи в Первой опиумной войне именно здесь был подписан «Нанкинский договор».
В середине XIX века Цинскую империю потрясло восстание тайпинов. В 1853 году повстанцы взяли Нанкин и переименовали его в «Небесный город» (天京, Тяньцзин), сделав его столицей своего «Небесного государства великого поровнения» (太平天国, Тайпин тяньго). Цинские войска организовали на Янцзы возле Нанкина Южнобережный и Северобережный лагеря, но не смогли вернуть город, в котором тем временем произошла попытка военного переворота. В 1860 году тайпины смогли снять блокаду с Нанкина, и лишь в 1864 году правительственным силам удалось вернуть Нанкин.
В начале XX века Нанкин был соединён железной дорогой с Шанхаем, а к расположенному напротив Нанкина Пукоу была подведена железнодорожная ветка из Тяньцзиня. В 1910 году в Нанкине прошла поддержанная правительством Цинской империи международная Наньянская промышленная выставка.

## Эпоха Китайской Республики

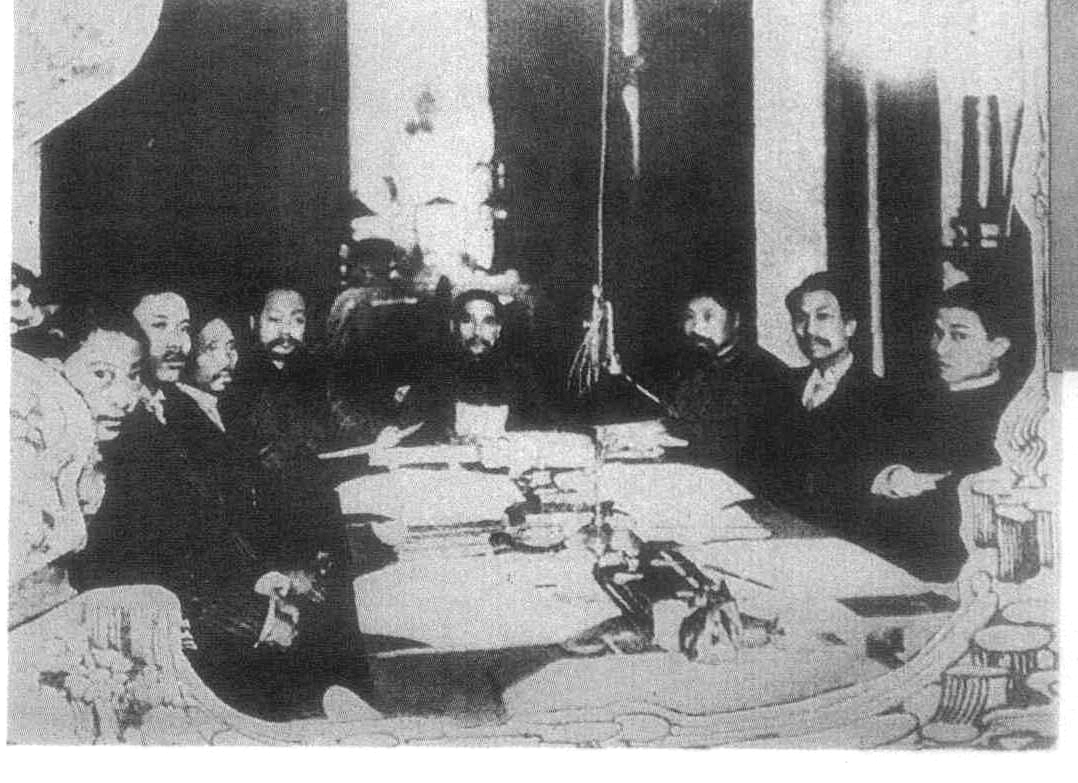
Нанкин, 5 января 1912 года. Временное правительство Китайской Республики (во главе стола — Сунь Ятсен)

В 1911 году во время Синьхайской революции 3 ноября Шанхай объявил о неподчинении имперским властям, а 5 ноября цзянсуский сюньфу Чэн Дэцюань провозгласил себя в Сучжоу независимым правителем и ввёл в Цзянсу военное управление. 2 декабря Чжэцзянская объединённая армия взяла Нанкин, и военное правительство провинции Цзянсу переехало туда.
1 января 1912 года в Нанкине было образовано Временное правительство Китайской Республики, провозгласившее президентом Сунь Ятсена, а военным министром — Хуан Сина. Однако, ради избежания гражданской войны, революционерам пришлось согласиться на то, чтобы президентом страны стал устраивающий уходящие имперские власти Юань Шикай. Юань Шикай стал вести дело к установлению режима единоличной власти, в результате чего в 1913 году разразилась «Вторая революция». Однако это выступление было жестоко подавлено: 2 сентября войска Чжан Сюня взяли Нанкин, учинив там грабежи и поджоги.

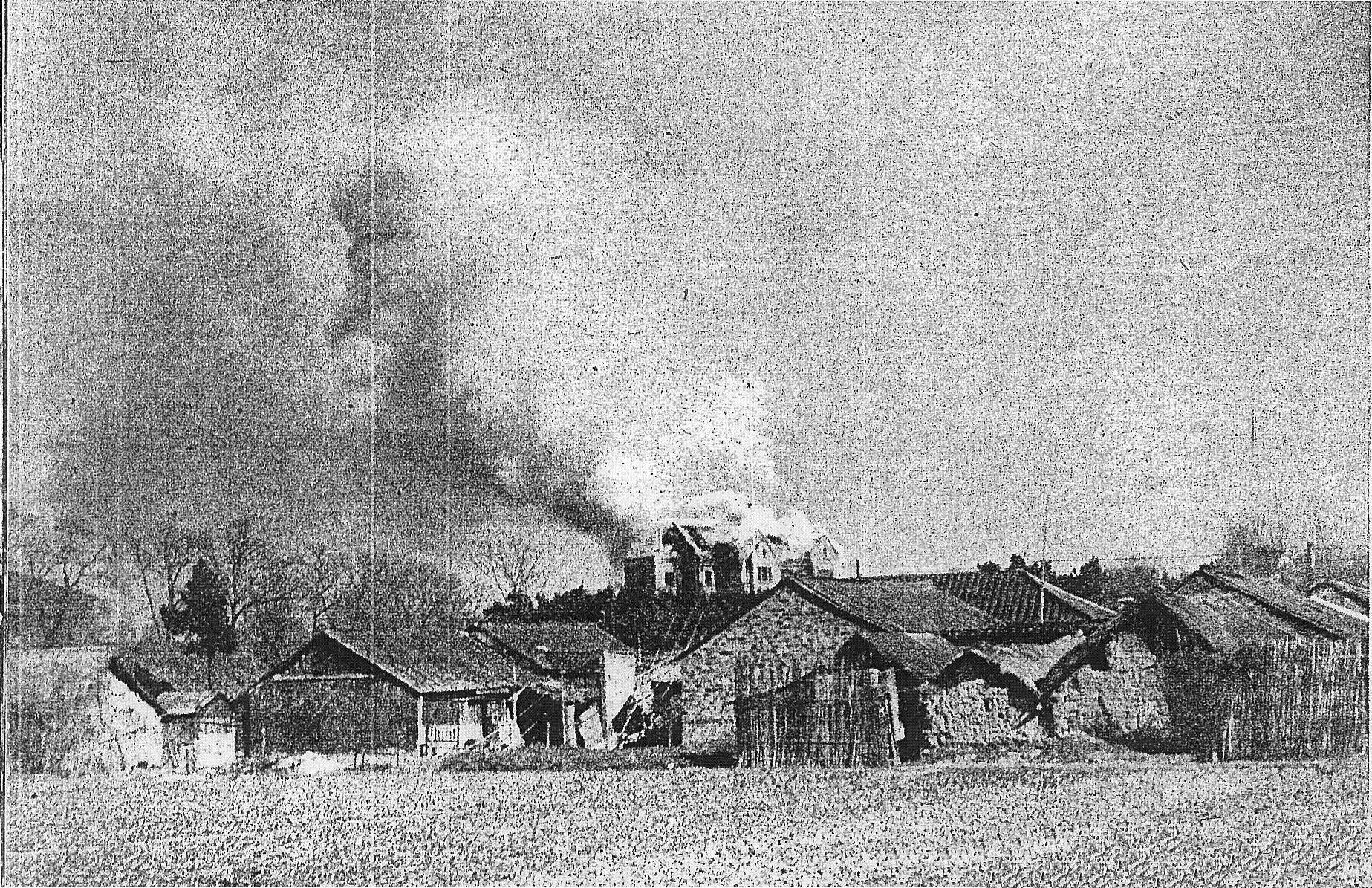
Горящее здание советского посольства в оккупированном Японией Нанкине, 1 января 1938 г.

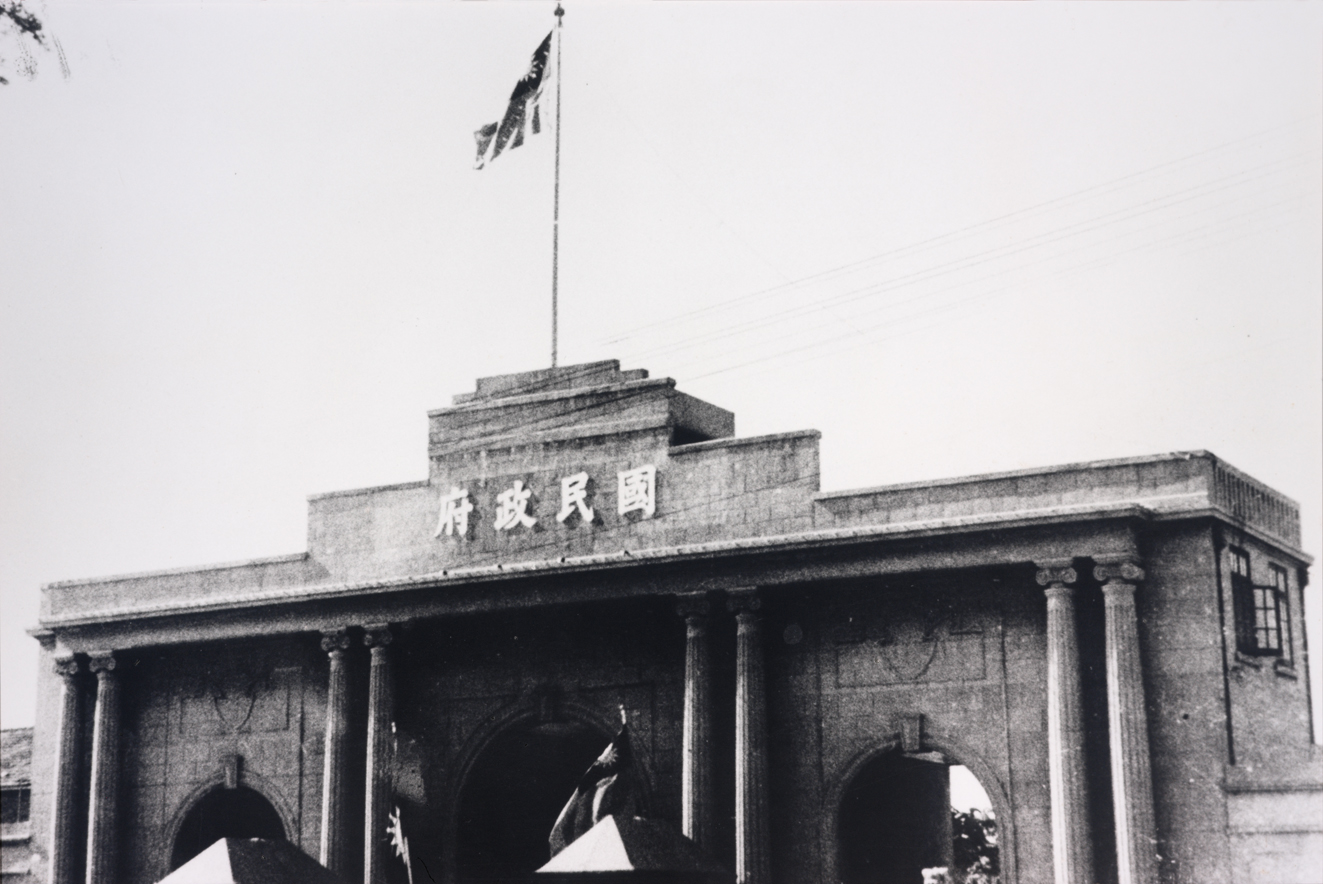
Здание правительства Китайской Республики

После смерти Юань Шикая наступил период, известный в китайской истории как «эра милитаристов». Провинция Цзянсу много раз переходила из рук в руки, пока в апреле 1927-го не была занята Гоминьданом под предводительством Чан Кайши, который вновь сделал Нанкин столицей.
В 1937 году началась японо-китайская война. 13 декабря японские войска взяли Нанкин, после чего устроили там массовое уничтожение мирного населения, известное как «Нанкинская резня». 28 марта 1938 года японцы создали в Нанкине марионеточное Реформированное правительство Китайской республики. 30 марта 1940 года оно было слито с «Временным правительством Китайской республики» в прояпонское марионеточное правительство Китайской республики.
После капитуляции Японии в 1945 году власти Китайской Республики вернулись в Нанкин из Чунцина.
Во время гражданской войны в конце 1948 года в южной части провинции Шаньдун и северных частях провинций Аньхой и Цзянсу развернулось огромное Хуайхайское сражение, итогом которого стало сокрушительное поражение гоминьдановской армии. Развернув наступление, войска коммунистов 26 января 1949 года вышли на северный берег Янцзы в уезде Лухэ (в то время не входившего в состав Особого города Нанкин, а подчинявшегося властям провинции Цзянсу).
В апреле 1949 года руководство коммунистов направило нанкинскому правительству условия мирного соглашения. После того, как до 20 апреля ответа на них не последовало, войска трёх полевых армий перешли в наступление и приступили к форсированию Янцзы. За одни сутки под артиллерийским и миномётным огнём, под ударами с воздуха на южный берег широчайшей реки Китая было переброшено 830 тысяч бойцов с вооружением, боезапасом и снаряжением. 23 апреля 1949 года Ли Цзунжэнь и Хэ Инцинь оставили Нанкин и вылетели в Гуанчжоу, а Чан Кайши вылетел на Тайвань. Нанкин перешёл в руки коммунистов.

## В составе КНР
После образования 1 октября 1949 года Китайской Народной Республики Нанкин поначалу получил статус «города центрального подчинения». Для управления освобождёнными от гоминьдановской власти территориями провинции Цзянсу коммунистами были созданы Специальный административный район Субэй (苏北行政区), власти которого разместились в Тайчжоу, и Специальный административный район Сунань (苏南行政区), власти которого разместились в Уси. В 1953 году Специальные административные районы Субэй и Сунань были вновь объединены в провинцию Цзянсу, а Нанкин был понижен в статусе и подчинён властям провинции Цзянсу.
В 1955 году городские районы, которые до этого носили только номера, получили названия.
В 1958 году из состава Специального района Янчжоу (扬州专区) под юрисдикцию властей Нанкина был передан уезд Цзянпу (江浦县), но в 1962 году вернулся в состав Специального района Янчжоу.

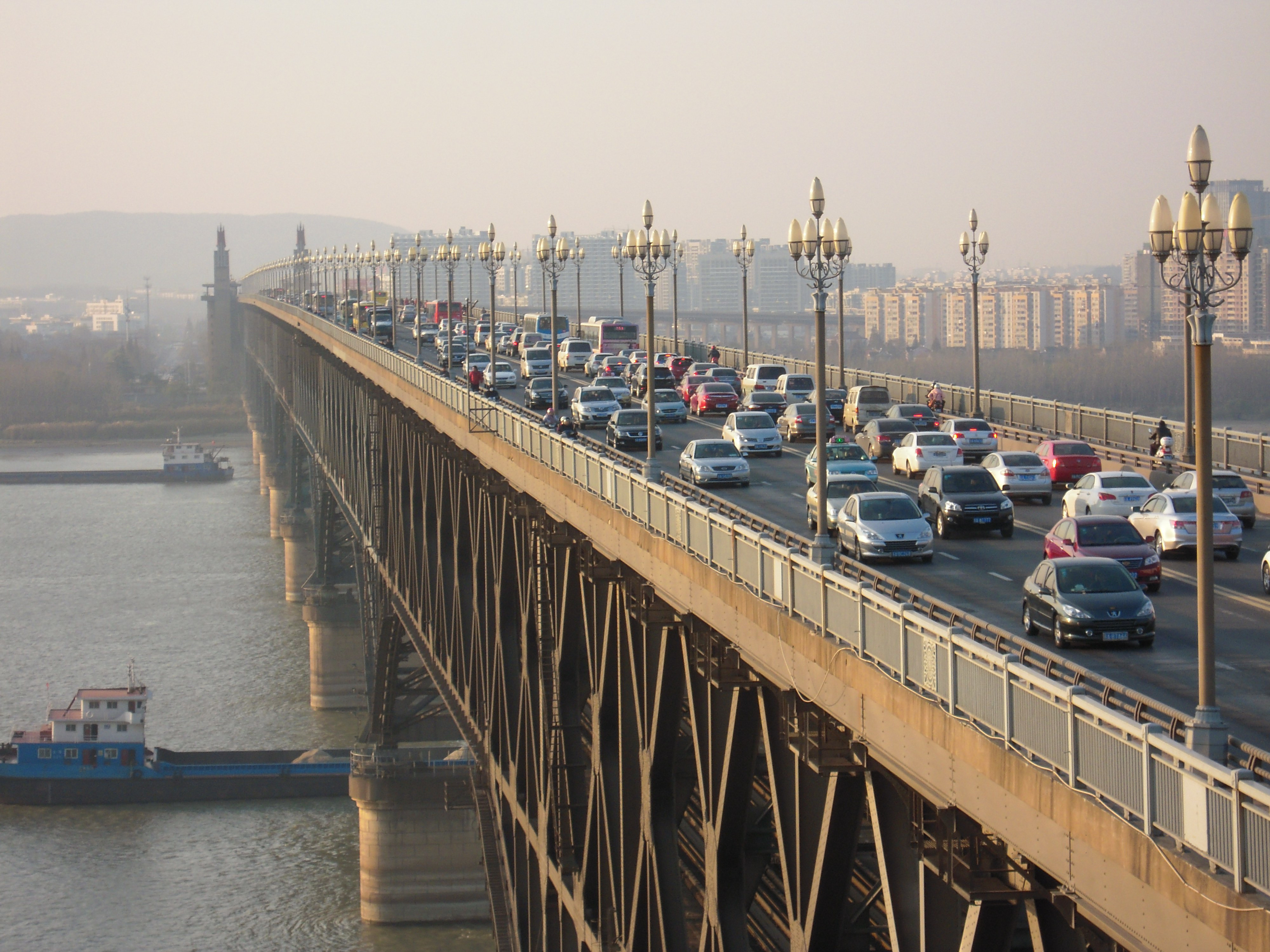
Первый Нанкинский мост через Янцзы

В 1968 году Янцзы между районами Гулоу и Пукоу пересёк Нанкинский мост.
В 1971 году был расформирован Специальный район Лухэ (六合专区), и входивший в тот момент в его состав уезд Цзянпу опять перешёл под юрисдикцию властей Нанкина.
В 1975 году под юрисдикцию властей Нанкина из состава округа Янчжоу (扬州地区) был передан уезд Лухэ.
В 1980 году в составе Нанкина был образован Большой промышленный район (大厂区).
В 1983 году под юрисдикцию властей Нанкина перешли уезды Лишуй и Гаочунь.
В 2000 году уезд Цзяннин был преобразован в район городского подчинения.
В 2001 году начал функционировать Второй Нанкинский мост через Янцзы.
В 2002 году уезд Лухэ и Большой промышленный район были объединены в район Лухэ, а уезд Цзянпу был присоединён к району Пукоу.
В 2013 году районы Циньхуай и Байся (白下区) были объединены в единый район, получивший название Циньхуай, район Сягуань (下关区) был присоединён к району Гулоу, уезды Лишуй и Гаочунь были преобразованы в районы городского подчинения.